# Carmen Arbesú
Carmen Arbesú Río (Lada, Langreo, 15 de noviembre de 1964) es una abogada. Fue alcaldesa del concejo asturiano de Langreo (España) por el PSOE entre 2019 y 2023.

## Biografía
Carmen Arbesú estudió en el Colegio Santo Tomás de La Felguera (Langreo) y se licenció en Derecho por la Universidad de Oviedo. Desde 1995 ejerce como abogada. En 1999 es elegida concejal del ayuntamiento de Langreo. Dejó la política y volvió como candidata a la alcaldía en 2019, en manos entonces de Izquierda Unida-Somos, resultando la lista más votada en las elecciones municipales. Se convirtió así en alcaldesa de Langreo, sin mayoría absoluta. Sin embargo, en las elecciones de 2023 perdió la alcaldía frente al candidato de Izquierda Unida. Poco tiempo después, dimitió de su puesto de concejal.

| Predecesor: Jesús Sánchez Antuña | Alcalde de Langreo 2019 - 2023 | Sucesor: Roberto García Rodríguez |